# Wilfrid Kaptoum
Wilfrid Jaures Kaptoum (Douala, 7 luglio 1996) è un calciatore camerunese, centrocampista svincolato.

## Caratteristiche tecniche
Capace di disimpegnarsi sia come mezz'ala che come centrale, è un centrocampista che si distingue per tecnica individuale, visione di gioco e precisione nel servire assist ai compagni di squadra.

## Carriera

### Club
Cresciuto nel settore giovanile del Barcellona, ha esordito con la seconda squadra il 23 agosto 2014 in occasione del match di Segunda División perso 2-0 contro l'Osasuna.
Il 28 ottobre 2015 esordisce con la prima squadra del Barcellona disputando il match di Coppa del Re pareggiato 0-0 contro il Villanovense. Il 9 dicembre successivo debutta invece in Champions League, giocando il match pareggiato 1-1 contro il Bayer Leverkusen.
La prima rete con i blaugrana arriva il 10 febbraio 2016, pareggiando all'84' l'iniziale rete di Álvaro Negredo nel match di Coppa del Re terminato 1-1 contro il Valencia.
Il 30 gennaio 2018 rimane svincolato, ed il giorno successivo firma con il Real Betis. Il 10 gennaio 2020 passa in prestito secco al Almería

### Nazionale
Ha giocato nella nazionale camerunese Under-20.
Nel 2019 è stato convocato per la Coppa d'Africa, nella quale non è però mai sceso in campo.

## Statistiche

### Presenze e reti nei club
Statistiche aggiornate al 25 ottobre 2021.
| Stagione            | Squadra             | Campionato          | Campionato | Campionato | Coppe nazionali | Coppe nazionali | Coppe nazionali | Coppe continentali | Coppe continentali | Coppe continentali | Altre coppe | Altre coppe | Altre coppe | Totale | Totale |
| Stagione            | Squadra             | Comp                | Pres       | Reti       | Comp            | Pres            | Reti            | Comp               | Pres               | Reti               | Comp        | Pres        | Reti        | Pres   | Reti   |
| ------------------- | ------------------- | ------------------- | ---------- | ---------- | --------------- | --------------- | --------------- | ------------------ | ------------------ | ------------------ | ----------- | ----------- | ----------- | ------ | ------ |
| 2014-2015           | Barcellona B        | SD                  | 3          | 1          | -               | -               | -               | -                  | -                  | -                  | -           | -           | -           | 3      | 1      |
| 2015-2016           | Barcellona B        | SDB                 | 25         | 3          | -               | -               | -               | -                  | -                  | -                  | -           | -           | -           | 25     | 3      |
| 2015-2016           | Barcellona          | PD                  | 0          | 0          | CR              | 2               | 1               | UCL                | 1                  | 0                  | -           | -           | -           | 3      | 1      |
| 2016-2017           | Barcellona B        | SDB                 | 14+2       | 2          | -               | -               | -               | -                  | -                  | -                  | -           | -           | -           | 16     | 2      |
| 2017-gen. 2018      | Barcellona B        | SD                  | 0          | 0          | -               | -               | -               | -                  | -                  | -                  | -           | -           | -           | 0      | 0      |
| Totale Barcellona B | Totale Barcellona B | Totale Barcellona B | 42+2       | 6          |                 | -               | -               |                    | -                  | -                  |             | -           | -           | 44     | 6      |
| gen.-giu. 2018      | Betis B             | SDB                 | 12         | 0          | -               | -               | -               | -                  | -                  | -                  | -           | -           | -           | 12     | 0      |
| 2018-2019           | Betis B             | TD                  | 5          | 0          | -               | -               | -               | -                  | -                  | -                  | -           | -           | -           | 5      | 0      |
| Totale Betis B      | Totale Betis B      | Totale Betis B      | 17         | 0          |                 | -               | -               |                    | -                  | -                  |             | -           | -           | 17     | 0      |
| 2018-2019           | Betis               | PD                  | 10         | 0          | CR              | 3               | 0               | UEL                | 2                  | 0                  | -           | -           | -           | 15     | 0      |
| 2019-gen. 2020      | Betis               | PD                  | 5          | 0          | CR              | 1               | 1               | -                  | -                  | -                  | -           | -           | -           | 6      | 1      |
| Totale Betis        | Totale Betis        | Totale Betis        | 15         | 0          |                 | 4               | 1               |                    | 2                  | 0                  |             | -           | -           | 21     | 1      |
| gen.-giu. 2020      | Almería             | SD                  | 8          | 0          | CR              | -               | -               | -                  | -                  | -                  | -           | -           | -           | 8      | 0      |
| 2021                | N.E. Revolution     | MLS                 | 21         | 1          |                 | -               | -               | -                  | -                  | -                  | -           | -           | -           | 21     | 1      |
| Totale carriera     | Totale carriera     | Totale carriera     | 105        | 7          |                 | 6               | 2               |                    | 3                  | 0                  |             | -           | -           | 114    | 9      |

## Palmarès

### Club

#### Competizioni giovanili
- UEFA Youth League: 1

Barcellona: 2013-2014

#### Competizioni nazionali
- Coppa di Spagna: 1

Barcellona: 2015-2016
- MLS Supporters' Shield: 1

New England Revolution: 2021